# Absolut
Absolut je švédská značka vodky, ve městě Åhus v oblasti Scania ji vyrábí skupina V&S Group. Je obilným destilátem, třikrát retrifikovaným, s 40 % alkoholu.

## Historie
Vodka Absolut byla ve městě Åhus poprvé vyrobena v roce 1879 zásluhou podnikatele Larse Olssona Smitha. Značka Absolut je třetí největší značka vyrábějící alkoholické nápoje na světě, první dvě místa patří Bacardi a Smirnoff. Prodává se ve 126 zemích. Největší exportní trh jsou USA, kde se v roce 2003 prodalo 73 milionů litrů vodky Absolut. Tím vodka Absolut drží asi 40% trhu v USA.

## Marketing

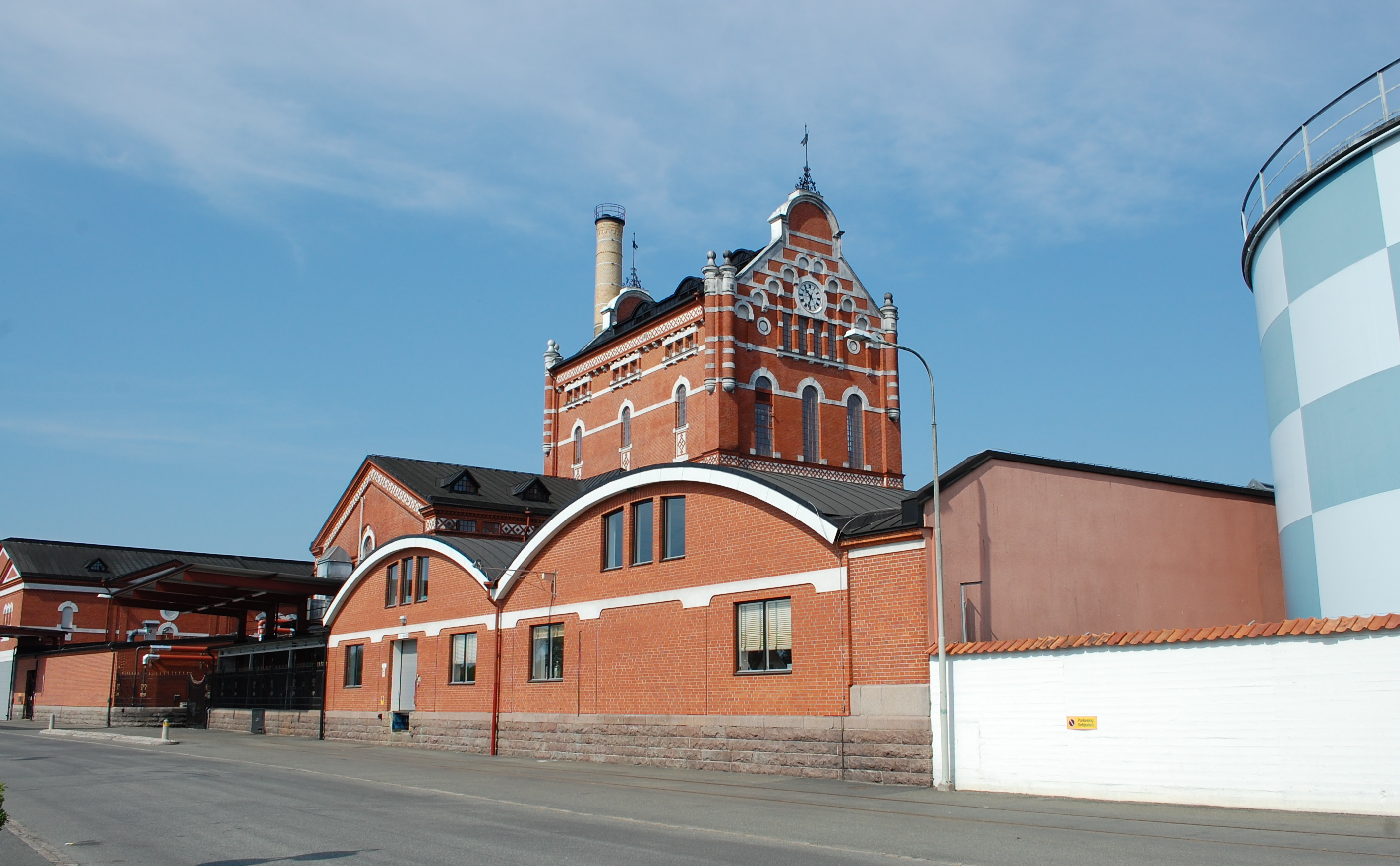
Továrna v Åhusu

Vodka Absolut je známá po světě hlavně její reklamní kampaní vytvořenou agenturou TBWA, založenou na zvláštním tvaru lahve. V roce 1980 začala s prvními fotografiemi od Stevena Bronsteina, od té doby bylo vytvořeno asi 1 500 reklam. Do reklamy na Absolut Vodku se v minulosti zapojili například Andy Warhol, nebo Čech Jan Saudek.

## Ochucená vodka
Firma Absolut vyrábí několik druhů ochucených vodek.
- Absolut PEPPAR (chuť paprička jalapeño, zelené rajče a sušené bylinky - První ochucená Absolutka, vyráběná od roku 1986)
- Absolut CITRON (citronová příchuť, vyráběná od roku 1988)
- Absolut KURANT (černorybízová příchuť, vyráběná od roku 1992)
- Absolut MANDRIN (pomerančová a mandarinková příchuť, vyráběná od roku 1999)
- Absolut VANILIA (vanilková příchuť, vyráběná od roku 2003)
- Absolut RASPBERRI (malinová příchuť, vyráběná od roku 2004)
- Absolut APEACH (broskvová příchuť, vyráběná od roku 2005)
- Absolut RUBY RED (grepová příchuť, vyráběná od června 2006).
- Absolut PEARS (hrušková příchuť, vyráběná od ledna 2007).
- Absolut 100 (50% alkoholu, vyráběná od března 2007).
- Absolut MANGO (mangová příchuť, vyráběná od února 2008).
- Absolut BERRI ACAI (Příchuť: acai, granátové jablko, borůvky, vyráběná od 2010).
- Absolut WILD TEA (Příchuť: černý čaj, bezový květ, jablko, citrusy vyráběná od 2010).
- Absolut ORIENT APPLE (Příchuť: jablko, zázvor, vyráběná od 2011).
- Absolut GRÄPEVINE (Příchuť: hroznové víno, vyráběná od 2011).
- Absolut CHERRYKRAN (Příchuť: třešně, brusinky, vyráběná od 2012).

### Limitované edice
Absolut vyrábí také tzv. limitované edice příchutí. Ty jsou v prodeji ve vybraných zemích/oblastech a v omezeném množství.
- Absolut NEW ORLEANS (Příchuť: mango, černý pepř. Vyrobeno v roce 2007 v objemu 420 000 kusů jako první limitovaná edice ze série příchutí vyráběných pro vybrané město. Lahve z této série jsou v prodeji vždy jen v oblasti kolem města jehož název lahev nese a obsahují směs chutí toto město charakterizující.).
- Absolut LOS ANGELES (Příchuť: acai, acerola, granátové jablko, borůvky. Vyrobeno v roce 2008 v objemu 84 000 kusů.).
- Absolut BOSTON (Příchuť: sladký čaj. Vyrobeno v roce 2009 v objemu 200 000 kusů.).
- Absolut BROOKLYN (Příchuť: jablko, zázvor. Vyrobeno v roce 2010 v objemu 225 000 kusů. Jde o stejnou příchuť jako později globálně distribuovaná Absolut ORIENT APPLE.).
- Absolut SF (Příchuť: dragon fruit, hroznové víno, papája. Vyrobeno v roce 2011 v objemu 150 000 kusů. Určeno pro město San Francisco).
- Absolut FLAVOR OF THE TROPICS (Příchuť: mango, pomeranč, liči, ananas, meloun. Vyrobeno v roce 2009 v objemu 300 000 kusů. V prodeji pouze v prodejnách Duty Free Shop na vybraných světových letištích).
- Absolut SVEA (Příchuť: pomeranč, mango, mučenka. Vyrobeno v roce 2011 v objemu 80 000 kusů. Svea lze v překladu označit jako ženské zosobnění Švédska. Příchuť stejná jako Absolut ORIENT APPLE a Absolut BROOKLYN. Distribuováno pouze ve Švédsku).
- Absolut RIO (Příchuť: pomeranč, mango, mučenka. Vyrobeno v roce 2011 v objemu 194 000 kusů.).
- Absolut MIAMI (Příchuť: mučenka, pomerančový květ. Vyrobeno v roce 2012 v objemu 172 000 kusů.).